# Иван Горный
Ива́н Го́рный (псевдоним, настоящее имя — Ива́н Ива́нович Тарья́нов, 23 февраля 1933, Саратеево, Горно-Марийский национальный район, Марийская автономная область, Горьковский край — 30 ноября 2014, Йошкар-Ола, Республика Марий Эл) — горномарийский советский и российский поэт, прозаик, журналист, публицист, переводчик, общественно-политический деятель. Член исполкома Международного сообщества писательских союзов, секретарь правления Союза писателей России, председатель Союза писателей Республики Марий Эл (1992—1997). Заслуженный работник культуры РСФСР (1980). Народный поэт Республики Марий Эл (2003). Член Комиссии по государственным языкам РМЭ при Правительстве Республики Марий Эл. Член КПСС.

## Биография
Родился в многодетной семье крестьянина, погибшего на фронте. Окончил Усолинскую среднюю школу, работал в колхозе.
В 1951—1954 годах — корректор Козьмодемьянского филиала Марийского книжного издательства. Затем работал в редакции горномарийской газеты «Ленинский путь»: переводчик, заведующий отделом, заместитель главного редактора.
В 1954—1957 годах служил в Советской Армии. Окончил Всесоюзный заочный 2-годичный лекторий по журналистике, отделение печати заочной Высшей партийной школы при ЦК КПСС. В 1970—1989 годах был главным редактором газеты «Ленинский путь». С 1989 года — заместитель председателя правления марийского Союза писателей, главный редактор журнала «У сем». В 1992—1997 годах — председатель Союза писателей Марий Эл.
Умер 30 ноября 2014 года в Йошкар-Оле.

## Литературная деятельность
Писать начал в конце 1940-х годов, публиковался в альманахе «Пеледшӹ сӓндӓлӹк» и на страницах газет. Первая книга — сборник стихотворений «Кечӹ лӹвӓлнӹ» («Под солнцем», 1964). Затем одна за другой выходил в свет другие его книги: «Анжалам сӓндӓлӹкем» («Родные просторы», 1970), «Мӹнь тӓмдӓм ӱжӓм» («Я вас зову») и др. Стихи поэта включались в школьные хрестоматии, антологии марийской поэзии, публиковались в журналах «Нева» (Ленинград), «Мокша», «Сятко» (Саранск), «Ялав» (Чебоксары), коллективных сборниках в Сыктывкаре, Будапеште и др.
Является автором 13 поэм, некоторые из которых («Портрет», «Ӧфи», «Ныр патыр», «Ӹнян») отмечались призами на литературных конкурсах.
Наставник литературно одарённой молодёжи: 29 лет руководил ЛИТО при редакции горномарийской районной газеты «Ленинский путь», был составителем коллективных сборников горномарийских писателей.
Разножанровый писатель, кроме стихов, поэм, легенд, писал малую прозу и публицистику. Автор романа-эссе «Мӹндӹр дӓ лишӹл» («Далёкое-близкое»).
Активный переводчик: стихи, поэма «Руслан и Людмила», «Сказка о рыбаке и рыбке» А. С. Пушкина, трагедия В. Шекспира «Ромео и Джульетта», поэма А. Т. Твардовского «Василий Тёркин», стихотворения поэтов тюркских, финно-угорских республик, романы и повести луговомарийских писателей, около 20 горномарийских пьес.
Инициатором возобновления и главный редактор горномарийского литературно-художественного журнала «У сем». Член Союза писателей СССР с 1984 года, член исполкома Международного сообщества писательских союзов (1992), секретарь правления Союза писателей России (1994).

## Общественно-политическая деятельность
- Избирался[когда?]

 депутатом Козьмодемьянского городского и Горномарийского районного Советов народных депутатов[5].
- Член КПРФ с 1993 года[5].
- Член Комиссии по государственным языкам РМЭ при Правительстве Республики Марий Эл[5].

## Звания и награды
- Заслуженный работник культуры РСФСР (1980)[6]
- Заслуженный работник культуры Марийской АССР (1976)[6]
- Народный поэт Республики Марий Эл (2003)[6]
- Медаль «За преобразование Нечерноземья РСФСР»[6]
- Медаль «Ветеран труда»[5]
- Памятная медаль ЦК КПРФ «100 лет газете „Правда“» (2013)[5]
- Почётная грамота Президиума Верховного Совета МАССР (1983)[7]
- Премия Общества М. А. Кастрена (Финляндия)[6]

## Основные произведения
Основные произведения И. Горного на горномарийском языке и в переводе на другие языки и переводные произведения:

### На горномарийском языке
- Кечӹ лӹвӓлнӹ: лыдышвлӓ [Под солнцем: стихи]. Йошкар-Ола, 1964. 72 с.
- Икӓнӓ ирок; Тумерӹштӹ: шайыштмашвлӓ // Кӓнгӹжӹм цевержӹ. Йошкар-Ола, 1964. С. 24—36.
- У и вадны: шайыштмашвлӓ [Новогодний вечер: рассказы]. Йошкар-Ола, 1968. 52 с.
- Анжалам сӓндӓлӹкем: лыдышвлӓ, поэма [Родные просторы: стихи и поэма]. Йошкар-Ола, 1970. 92 с.
- Портрет: лыдышвлӓ, поэмывлӓ [Портрет: стихи и поэмы]. Йошкар-Ола, 1978. 88 с.
- Пожар; Осколок: лыдышвлӓ. // Олма садышты. Йошкар-Ола, 1978. С. 10—12.
- Мӹнь тӓмдӓм ӱжӓм: лыдышвлӓ, поэмывлӓ [Я вас зову: стихи, поэмы]. Йошкар-Ола, 1987. 100 с.
- Пуйырымаш: лыдыш кнага [Судьба: стихи]. Йошкар-Ола, 2003. 156 с.
- Литература горных мари: статья // Литература и время. Йошкар-Ола, 2003. С. 41—51.
- «Мӹнь сотыгечӹлӓн тетялӓок ӹвӹртем…»: стихвлӓ // Ончыко. 2003. № 1.
- Ӹнян: поэма // У сем. 2005. № 2. С. 3—8.
- Земля: поэма // У сем. 2005. № 3. С. 71—75.
- Лыдышвлӓ, поэмывлӓ гӹц лаштыквлӓ // Кырык мары поэзий антологи. Йошкар-Ола, 2006. С. 112—130.
- Ӓпшӓтӹн соты корныжы: очерк // У сем. 2006. № 1. С. 37—68.
- Мӹнь тыменям: тетялык лыдышвлӓ [Я учусь: стихи для детей]. Йошкар-Ола, 2006. 20 с.
- Лыдышвлӓ // У сем. 2006. № 2. С. 51—56.
- Пуры согоньвлӓ: лыдышвлӓ // У сем. 2006. № 4. С. 85—92.
- Вӓшлимӓш: поэма // У сем. 2007. № 3. С. 69—74.
- Легендӹвлӓ // У сем. 2007. № 4. С. 51—65.
- Мӹндӹр дӓ лишӹл [Далекое-близкое: роман-эссе]. Йошкар-Ола, 2008. 144 с.

### В переводе на другие языки
- Улица: стихи / пер на рус. В. Кострова // Всегда вместе: комсомольская поэзия Российской Федерации. 1918—1972. М., 1972. С. 181—182.
- Волга, любимая Волга: стихи / пер. на морд. А. Малькина // Мокша. Саранск, 1972. № 4. С. 72.
- Утро в зимнем лесу: стихи / пер. на рус. Л. Барабас // Нева. 1974. № 10. С. 117.
- Заря над Волгой: стихи / пер. на рус. В. Панова // Козьмодемьянск. Йошкар-Ола, 1983. С. 195—196.
- Стихи / пер. на рус. А. Казакова, Ю. Щербак, А. Мосунова, В. Кострова // Соловьиный родник. Йошкар-Ола, 1984. С. 232—237.
- Поле русского майора: стихи / пер. на чув. // Коммунизм ялаве. Чебоксары, 1988. 3 июнь.
- Отчий край; Чёрная берёза; Осень; Прощай! Мы песню вместе не допели…: стихи / пер. на рус. В. Панова // Братство песенных сердец. Йошкар-Ола, 1990. С. 80—83.
- Эфи: стихи, поэмы. Йошкар-Ола, 1993. 128 с.
- Весенние мотивы: стихи / пер. на венгер. // Антология финно-угорской поэзии. Будапешт, 1993.
- Эскелькст: стихи / пер. на морд. Ч. Журавлёва // Сятко. Саранск, 2000. № 6.
- Ӱшан: поэма / пер. на лугомар. В. Абукаева-Эмгака // Ончыко. 2005. № 5. С. 4—8.

### Переводные произведения
- Васин К. Ыжар оты: повесть // Шошым. Йошкар-Ола, 1981. С. 155—225.
- Лекайн Н. Кӹртни ви: роман. Йошкар-Ола, 1989. 320 с.
- Иванов В. Штурма: роман. Йошкар-Ола, 1991. 360 с.
- Веденькин А. Мары литература: хрестомати. Йошкар-Ола, 1993.
- Кузнецов В. Ӹлӹмӓш мыры: хрестомати / В. Кузнецов, Н. Кузнецова. Йошкар-Ола, 1994. 140 с.
- Мары литература: Х—XI кл. учеб. издани. Йошкар-Ола, 1996. 308 с.
- Пушкин А. С. Руслан дон Людмила: поэма // У сем. 1999. № 2. С. 10—30.
- Твардовский А. Василий Тёркин: поэма // У сем. 2000. № 1. С. 110—125; № 2. С. 94—104.
- Чапурина Н. Нӱнжӹк патыр: мары ямак семӹнь // У сем. 2001. № 2. С. 83—100.
- Шекспир У. Ромео дон Джульетта: трагеди // У сем. 2004. № 3. С. 69-92; № 4. С. 29—65; 2005. № 1. С. 20—56.
- Пекпаев А. Туан кымдем: природым тӹшлӹшӹ кнага / А. Пекпаев, А. Куклин. Йошкар-Ола, 2006. 180 с.